# Triết Nhân Vương hậu
Triết Nhân Vương hậu Kim thị (철인 왕후 김씨, 23 tháng 3, 1837 - 12 tháng 5, 1878) còn được gọi là Minh Thuần Đại phi, là vương hậu của Triều Tiên Triết Tông, vị vua thứ 25 của nhà Triều Tiên.

## Tiểu sử

### Cuộc sống ban đầu và hôn nhân
Triết Nhân Vương hậu xuất thân từ gia tộc danh giá An Đông Kim thị (신 안동 김씨; 新 安東 金氏), sinh ngày 27 tháng 4 năm 1837, là trưởng nữ của Kim Văn Căn và phu nhân thứ hai của ông, Hưng Dương Phủ phu nhân Ly Hưng Mẫn thị. Bà còn có một em trai.
Trong chiến lược thao túng triều chính dưới triều Triết Tông, gia tộc An Đông Kim thị đã chọn gả Tiểu thư Kim thị khi ấy mới 14 tuổi cho Triết Tông, lúc đó 20 tuổi, vào ngày 17 tháng 11 năm 1851, nhằm củng cố quyền lực qua mối liên kết với Thuần Nguyên Vương hậu.
Với tư cách là thân phụ mẫu của Vương hậu, Mẫn phu nhân được phong tước Hưng Dương Phủ phu nhân Ly Hưng Mẫn thị (흥양부부인 여흥 민씨; 興陽府夫人 驪興 閔氏), trong khi Kim Văn Căn nhận tước vị hoàng gia Vĩnh Ân Phủ viện quân (영은부원군; 永恩府院君). Người vợ cả của Kim Văn Căn là bà Kim phu nhân cũng được phong Diên Dương Phủ phu nhân Duyên An Kim thị (연양부부인 연안 이씨; 延陽府夫人 延安 金氏), do bà cũng được coi là mẫu thân của Vương hậu.
Ngày 22 tháng 11 năm 1858, bà hạ sinh một hoàng tử, đặt tên là Lý Long Tuấn, nhưng tiếc thay, đứa trẻ qua đời sau 6 tháng, vào ngày 25 tháng 5 năm 1859.

### Đại phi và cuộc sống sau này
Triết Tông qua đời vào ngày 16 tháng 1 năm 1864 tại Đại Tạo điện, Xương Đức cung, hưởng thọ 33 tuổi. Nguyên nhân cái chết của ông rất mơ hồ vì không có tài liệu chính thức rõ ràng nào về việc này. Một số ý kiến cho rằng nguyên nhân cái chết của Triết Tông có thể là do bệnh gan hoặc bệnh lao, tuy nhiên theo các tài liệu hiện có, cho đến nay vẫn khó có thể đưa ra kết luận chắc chắn.
Theo Ilseongnok, kể từ khi Triết Tông lên ngôi, ông có hệ tiêu hóa yếu gây ra hàng loạt bệnh mãn tính trong suốt cuộc đời. Triết Tông còn có triệu chứng hen suyễn và khá dễ bị cảm lạnh. Do đó, ngai vàng bị bỏ trống và cần người thừa kế.
Lúc này, Đại vương đại phi Phong Nhưỡng Triệu thị có vị thế lớn nhất sau cái chết của Thuần Nguyên Vương hậu, 
Đại vương đại phi Triệu thị dĩ nhiên không bỏ qua cơ hội khiến gia tộc của bà bước lên đỉnh vinh quang, nên đã tìm kiếm những nhân vật trong vương tộc Lý thị nhằm đưa người đó lên vương vị, bảo đảm quyền lợi của gia tộc bà, và khi đó bà đã gặp Hưng Tuyên quân Lý Thị Ứng. Ông xuất thân một nhánh xa mà tổ tiên là Triều Tiên Nhân Tổ, do vậy khả năng có quyền kế vị của nhánh gia tộc của ông rất thấp. Theo luật kế vị, ông lại không có khả năng thừa kế, tuy nhiên, con trai ông, Lý Mệnh Phúc lại là người có khả năng.
Cao Tông tức vị, bà được tôn làm Minh Thuần Đại phi (明純大妃), khi ấy trong vương cung có Thần Trinh Vương hậu của Phong Nhưỡng Triệu thị được tôn làm Hiếu Dụ Đại Vương Đại phi, Hiếu Định Vương hậu của Nam Dương Hồng thị được tôn làm Minh Hiến Vương đại phi, sau lại nghênh đón Mẫn thị Ly Hưng làm Trung Điện, trong lịch sử Triều Tiên trường hợp cùng lúc có 4 vị từng là Trung Điện còn sống là điều cực hiếm, gồm có Đại Vương Đại phi, Vương Đại phi, Đại phi cùng Vương phi cùng sinh hoạt trong Vương cung, trường hợp còn lại là vào thời Triều Tiên Thành Tông.
Năm 1878, ngày 12 tháng 6, Minh Thuần đại phi Kim thị qua đời ở Dưỡng Hòa Đường thuộc Xương Đức cung, hưởng thọ 41 tuổi. Thụy hiệu Triết Nhân Vương hậu (哲仁王后), được an táng cùng Triết Tông đại vương.

## Gia đình
- Bố
  - Kim Mun-geun (김문근, 金汶根) (1801 - 1863)
    - Ông nội 
      - Kim In-sun (김인순, 金麟淳)

    - Bà nội
      - Phu nhân Heung-yang của gia tộc Yeoheung Min (정부인 신씨, 貞夫人 申氏); (신일식의 딸) Vợ thứ hai của Kim Mun-geun (신일식, 申日式)
- Mẹ 
  - Lady Heung-yang of the Yeoheung Min clan (흥양부부인 여흥 민씨, 興陽府夫人 驪興 閔氏) (? - 1872); (본관: 여흥 민씨) Kim Mun-geun's second wife
- Anh em
  - Em trai: Kim Byeong-pil (김병필, 金炳弼) (1839 - 1870)
- Chồng
  - Triều Tiên Triết Tông (25 tháng 7 năm 1831 - 16 tháng 1 năm 1864)
- Con trai
  - Hoàng tử Yi Yung-jun (원자 융준, 元子 隆俊) (22 tháng 11 năm 1858 - 25 tháng 5 năm 1859)